# Ikakogi tayrona
Ikakogi tayrona is een kikker uit de familie glaskikkers (Centrolenidae). De soort werd voor het eerst wetenschappelijk beschreven door Pedro Miguel Ruíz-Carranza en John Douglas Lynch in 1991. Oorspronkelijk werd de wetenschappelijke naam Centrolene tayrona gebruikt.
Ikakogi tayrona komt voor in Zuid-Amerika en is endemisch in Colombia.